# Драй-Хмара, Михаил Афанасьевич
Михаил Афанасьевич Драй-Хмара (укр. Миха́йло Опана́сович Драй-Хма́ра; настоящая фамилия Драй; 1889—1939) — украинский поэт-неоклассик, переводчик, литературовед, учёный-славяновед.

## Биография
Отец Михаила, Афанасий Драй, некоторое время был писарем.
Мать Михаила, Анна Драй, происходила из богатого казацкого рода Брагинцов. Когда будущему поэту не было и пяти лет, его мать умерла. По воспоминаниям Марии Колодуб (сестры Михаила), тогда в их селе была эпидемия тифа, поэтому многие болели. Хотя их мать имела много работы дома — большое хозяйство, четверо детей, она все же находила время, чтобы испечь пироги и разнести их бедным больным. Там заразилась и умерла.

В биографическом очерке об отце Оксана Драй-Хмара, его дочь, пишет:
Еще с детства Мишка был невероятно искренний и доверчивый… Отец купил ему серую смушковую шапку. Пятилетний Михаил был очень горд носить ее. Он надел ее и пошел играть с сельскими мальчишками. Завистливые дети стали смеяться над ним, а потом уговорили его набрать в шапку воды. Он послушал их, но после этого шапка испортилась и была уже ни к чему.
Первоначальное образование получил в Золотоноше. В 1902 году поступил в Черкасскую гимназию. Окончив там 4 класса, вне конкурса, как стипендиат, поступил в киевскую Коллегию Павла Галагана, где учился вместе с будущими академиком-лингвистом Б. Лариным, историком литературы, поэтом В. Отроковским, украинским поэтом П. Филиповичем. Здесь впервые начал заниматься литературным творчеством. Под влиянием учителя русской литературы Ильи Кожина написал свои первые стихи на русском языке, некоторые из них («Девушка в алой косынке») напечатал в журнале «Лукоморье», который издавался в коллегии.
В 1910 году поступил на историко-филологический факультет Киевского Императорского университета св. Владимира. Учился под руководством академика В. Н. Перетца.
В 1913 году для изучения славянских языков и литератур был направлен университетом за границу для изучения фондов библиотек и архивов Львова, Загреба, Будапешта, Белграда и Бухареста.
В 1914 женился на Нине Длугопольской. Венчание состоялось в праздник Петра и Павла в с. Тростянчик (ныне Винницкой области). Боярами на свадьбе были Владимир Отроковский и Павел Филипович, почетным гостем — автор известной обработки «Щедрика», композитор Николай Леонтович.
Окончив учебу в 1915 году, остался при университете для подготовки к профессорскому званию. В связи с началом Первой мировой войны в качестве профессорского стипендиата был направлен для работы в Петроградском университете. Тогда же изменил фамилию, добавив к основной слово «Хмара».
В мае 1917 вернулся на Украину. Когда в 1918 в Каменце-Подольском открылся государственный украинский университет, 29-летний учёный принял приглашение его ректора И. Огиенко и с июля 1918 до 1923 занимал должность приват-доцента на кафедре славянской филологии. Преподавал курс славяноведения, церковнославянского языка, историю польского, сербского, чешского языков и литератур, ряд других курсов. Работал над переводом «Божественной комедии» Данте.
20 марта 1923 года в Каменце у Михаила и Нины родилась дочь Оксана. По словам писательницы Людмилы Старицкой-Черняховской, «такой нежности и внимания к ребенку, как у Драй-Хмары, она в жизни своей не видела».
В 1923—1929 гг. — профессор Киевского медицинского института. В это время поэт активно занимается спортом (волейбол, плавание, коньки, крикет, теннис).
В 1928 году Драй-Хмара напечатал сонет «Лебеди» с посвящением своим товарищам, где употребил выражение «гроно п’ятірне» (гроздь пятерная), вероятно, имея в виду поэтов-неоклассиков — Максима Рыльского, Николая Зерова, Павла Филиповича, Освальда Бургардта (который печатался под псевдонимом Юрий Клен) и самого себя. «Сонет Драй-Хмары, — писал Иван Дзюба, — прозвучал как мужественный голос в защиту друзей — с верой в чистоту, правоту и бессмертие их эстетического идеала».
В 1930—1933 годах работал в Научно-исследовательском институте языкознания при Академии Наук Украины.
21 марта 1933 года арестован по обвинению в участии в контрреволюционной организации в Каменец-Подольском университете, однако следствию не хватило доказательств — и 11 мая 1933 учёного выпустили, а 16 июля 1934 дело прекратили, и его освободили под подписку о невыезде. Но ни устроиться на работу, ни печататься профессор уже не мог.
В июле 1934 года дело было восстановлено, и с этого времени Драй-Хмара находился под подпиской о невыезде. 6 сентября арестован вторично по стандартному обвинению в контрреволюционной деятельности. Его дело объединили с делом П. Филиповича, затем оно вошло в дело «Зерова и группы», но за неимением доказательств вновь было выделено в отдельное производство. Драй-Хмара был одним из немногих, кто на допросах не сломался, не наговорил ни на себя, ни на товарищей.
28 марта 1936 года обвинён в шпионаже в пользу иностранных государств, в подготовке и попытке совершения покушений на представителей советской власти и партии и в принадлежности к «тайной контрреволюционной организации, возглавляемой профессором Николаем Зеровым» и приговорён к 5 годам заключения в «исправтрудлагере». Наказание отбывал на Колыме. 27 мая 1938 ему добавляют ещё 10 лет заключения за участие в антисоветской организации и в антисоветской пропаганде уже в лагере.

Вот что о смерти поэта на Колыме поведал Михаил Добровольский (1907—1951), в прошлом первый секретарь комсомольской организации Удмуртской АССР:
Был у меня на Колыме друг незабываемый, еще и тезка — украинский поэт, профессор — знаток языков и литератур… Фамилию поэт имел какую-то странную из двух отдельных слов, одна половина вроде как немецкая, а вторая — украинская. Если же перевести по-русски, то будет «три тучки»…
…В один из солнечных апрельских дней 1939 г., когда было по-колымски относительно тепло, а наша бригада была на дороге, к нам приблизилось легковое авто — «эмка». Конвой выстроил шеренгой бригаду из сорока доходяг.
С «эмки» вылезли трое из сусманского управления, придерживая по сторонам маузеры. Все, как всегда тогда, «под мухой»… Подошли. Конвой что-то им доложил… Один из трех медленно вытащил маузер с деревянной кобуры и, подойдя за несколько шагов до первого узника — трах, в пятого — трах… Мы с Драем стояли только в четвертом десятке рядом, а с другой стороны стоял киевский студент Володя, с чьим отцом Драй дружил когда-то в Каменке. Поэтому, когда начали ни за что расстреливать каждого пятого, Драй мгновенно подсчитал, что под пулю попадет именно студент Володя…
Только палач приблизился к очередной пятерке, к Володе, как Драй резко оттолкнул студента и встал на его место со словами: «Не трогай, палач, молодую жизнь, бери мою»… С этими словами он плюнул пришедшему в лицо… Все произошло молниеносно… в тот же миг палач вплотную выпустил в грудь Драя остальные патроны… Драй еще успел прохрипеть «Гад!..» и, оттолкнувшись правой рукой от моего левого плеча, бездыханно упал навзничь с открытыми в небо глазами…
В июне 1937 года жену Драй-Хмары, Нину Петровну, с маленькой Оксаной выслали из Киева в Башкирию — в г. Белебей.
25 октября 1939 года киевский ЗАГС сообщил жене Драй-Хмары о его смерти, которая произошла 19 января 1939 года Места и причины смерти в сообщении не указано.
Умер, как указано в справке по реабилитации, «от ослабления сердечной деятельности». Акты о смерти и погребении Драй-Хмары, которые хранятся в личном деле заключённого в УВД Магаданского облисполкома, свидетельствуют, что официально Михаил Афанасьевич умер 19 января 1939 г. в 23.15 в помещении медпункта врачебного участка Устье Таёжная. Похоронен на правом берегу реки Паутовая, могила № 3 в 300 м от реки, а от лагерного пункта Горная Лаврюковая до 1 км. Жена Михаила, Нина Драй-Хмара, умерла в 1996 году в США, успев отметить свой столетний юбилей. Дочь Михаила, Оксана Драй-Хмара (по мужу — Ашер), стала исследовательницей творчества своего отца. В 1967 году в Париже она окончила аспирантуру Сорбонны со степенью доктора славянской литературы за труд о творчестве Михаила Драй-Хмары.

## Творчество и научная работа
При жизни поэта в 1926 вышла только одна книга стихотворений «Проростень». Две другие — «Солнечные марши» и «Железный горизонт» увидели свет лишь в 1969 году.
Принадлежал к группе «неоклассиков», хотя в его творчестве ощутимо влияние символизма.
В 1926 опубликовал монографию «Леся Украинка. Жизнь и творчество».
Специализацией учёного было славяноведение. Был полиглотом — знал украинский, русский, белорусский, польский, кашубский, чешский, сербский, хорватский, болгарский, кроме того, владел рядом как древних — старославянским, древнегреческим, латынью, санскритом, — так и новейших европейских языков — румынским, французским, немецким, итальянским, финским, английским.
Один из инициаторов издания литературного альманаха «Нова Білорусь» (1929).
Сделал существенный вклад в развитие литературы своими переводами. Переводил поэзию Пушкина, Лермонтова, Фета, Верлена, Малларме, Метерлинка, Бодлера, М. Богдановича, Цвейга, и других. Много переводов Драй-Хмары было уничтожено во время его ареста и следствия.
Типография Каменец-Подольского университета в 1920 издала его учебник «Славяноведение».

## Память

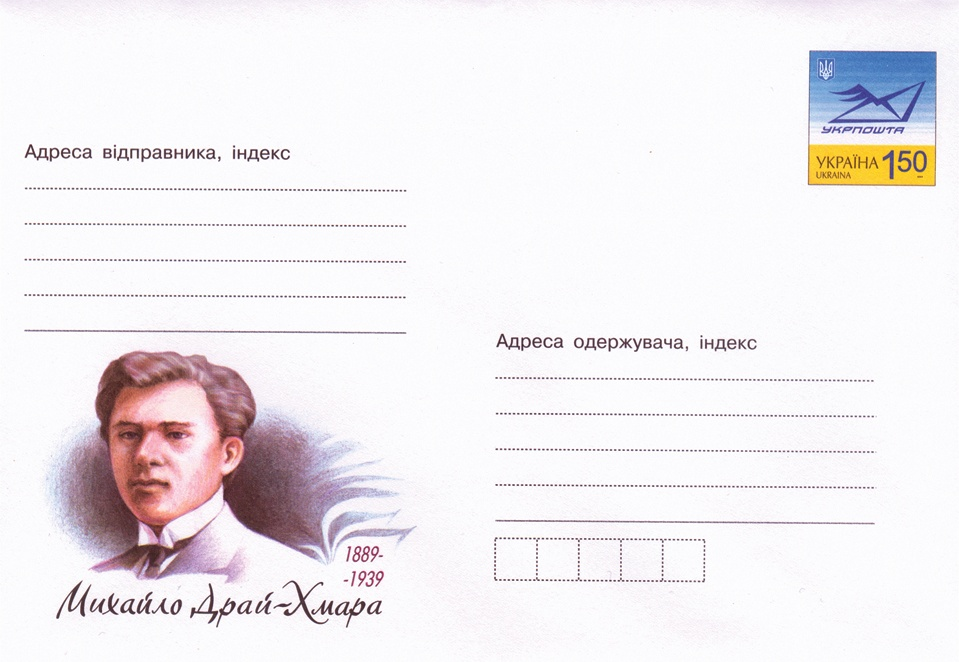
Художественный маркированный конверт Украины, посвящённый М. А. Драй-Хмаре

- Именем М. А. Драй-Хмары названы улицы во Львове, Киеве, Ровно и Каменце-Подольском.
- В национальном университете биоресурсов и природопользования Украины существует кафедра украинского, английского и латинского языков имени М. А. Драй-Хмары.
- 6 ноября 2014 года в Киеве на фасаде дома по ул. Садовой, 1/14, где более 10 лет жил и творил до ареста М.Драй-Хмара, была открыта мемориальная доска.